# 片岡左衛門
片岡 左衛門（かたおか さえもん、1901年1月13日 - 1995年7月）は、日本の俳優、元歌舞伎役者である。本名は大島 善一（おおしま ぜんいち）。旧芸名は片岡 仁引（かたおか にびき）。十一代目片岡仁左衛門門下の歌舞伎役者を経て映画界に転向、1930年代には宝塚キネマ、極東映画などの三流キネマで活躍した「憎まれ役」として知られる。

## 来歴・人物
1901年（明治34年）1月13日、大阪府大阪市南区難波新地（現在の同市中央区難波1-4丁目及び難波千日前辺り）に生まれる。実父は歌舞伎役者二代目片岡島十郎（嶋十郎とも、本名大島善太郎、旧暦 慶応3年4月8日 / グレゴリオ暦 1867年5月11日 - 1913年7月30日）で、十一代目片岡仁左衛門（1858年 - 1934年）門下の三枚目、敵役として活動していたが、若くして病死している。
1904年（明治37年）、3歳で父・二世島十郎と同じ十一世仁左衛門の門下となり、片岡仁引を名乗って翌1905年（明治38年）2月、現在の大阪府大阪市中央区にあった道頓堀角座（1652年 - 2007年、現存せず）で初舞台を踏む。1915年（大正4年）、山崎尋常高等小学校高等科を卒業し、1919年（大正8年）には現在の東京都中央区銀座にある歌舞伎座で名題に昇進、二代目片岡左衛門を襲名する。将来が嘱望されていたが、1923年（大正12年）9月1日に関東大震災が発生。左衛門自身も次第に歌舞伎の古い門閥に限界を感じ、同年12月に帝国キネマ演芸小阪撮影所へ入社。芸名も前名の片岡仁引に戻し、翌1924年（大正13年）2月27日に公開された中川紫郎監督映画『時勢は移る』で映画デビューを果たす。同年3月6日に公開された中川紫郎監督映画『遠山桜 前篇』では、早くも嵐璃徳（1875年 - 1945年）と共に主演に抜擢され、以後も多数の作品に出演した。また、『役者芸風記』の著者である三島霜川（1876年 - 1934年）は、当時の仁引の芸風について「歌舞伎座の舞台では父島十郎よりも、賢息仁引のほうがよほど目につきもすれば、また、役者ぶりもいい」と評価している。
1925年（大正14年）、折からの独立プロ・ブームで自ら旭キネマ製作所の設立を計画するが、資金難と内紛により失敗に終わる。同年6月、マキノ・プロダクション御室撮影所へ移籍。同年9月11月に公開された沼田紅緑監督映画『討幕の叫び』等で主演を務めるがマキノプロには馴染めず、1926年（大正15年）2月、松竹下加茂撮影所へ移籍。同年3月28日公開の野村芳亭監督映画『大楠公』で井上正夫（1881年 - 1950年）と共演。これもまた馴染めず、同年8月、今度は東亜キネマ等持院撮影所へ移籍する。同時に芸名も片岡左衛門と再改名。雲井龍之介、光岡龍三郎、阪東太郎、団徳麿らの主演陣が固定された後から次第に脇役に回る事が多くなったが、1930年（昭和5年）1月20日に公開された広瀬五郎監督映画『天人お駒』の悪党鳥羽玉新之助など、この頃から敵役として活躍するようになる。また1928年（昭和8年）4月1日に公開された仁科熊彦監督映画『阪東俠客陣』では、平手造酒に扮して喀血をしながらの剣戟に迫力を見せ、「一道の妖気を漂はして近来稀な好演技」と賞賛される。以後、重要なバイプレイヤーとして多数の作品で活躍し、東亜キネマの代行会社であった東活映画社、宝塚キネマへ製作が移された後も、いずれも短命に終わるが活動を続けた。
1924年（大正13年）に発行された『日本映画俳優名鑑』（ポケット講談社）及び1928年（昭和3年版）に発行された『日本映画俳優名鑑 昭和四年版』（映画世界社）など一部の資料によれば、大阪府中河内郡小阪村中小阪（後の布施市、現在の東大阪市中小阪）、後に京都府京都市上京区北野白梅町1番地（現在の同市北区北野上白梅町、北野下白梅町、大将軍西町辺り）に住み、身長は5尺3寸9分（約163.3センチメートル）、後に5尺5寸（約166.7センチメートル）となり、体重は14貫900匁（約55.9キログラム）、後に13貫700匁（約51.4キログラム）、13貫800匁（約51.8キログラム）となり、趣味は長唄、三味線、舞踊、読書であり、大好物は洋食、刺身、酒、タバコで、一般人と反対のもの、人の嫌いそうなものが嗜好であるという旨が記されている。
その後も三流キネマや弱小プロダクションの遍歴は止まらず、1934年（昭和9年）2月、興国キネマ設立に参加するが、同社は僅か1本で解散。同年6月、エトナ映画社に移籍。同時にエトナ映画社専属の大日本映画人白鳩会のメンバーとなり、綾小路絃三郎主演映画の殆どに助演したが、同社も1年足らずで解散する。1935年（昭和10年）2月、今度は創立したばかりの極東映画社へ移籍。片岡は敵役を一手に引き受け、初期は羅門光三郎、羅門退社後は「極東三大スター」こと雲井龍之介、綾小路絃三郎、市川寿三郎主演映画の敵役、いわゆる「憎まれ役」として大活躍し、少年ファンからは「憎らしい左衛門」として大変な人気を得た。
1940年（昭和15年）9月、極東は東宝映画傘下の大宝映画へと改称。しかし翌1941年（昭和16年）2月、僅か半年足らずで東宝映画に吸収合併され、片岡はこれを機に映画界を離れて雲井龍之介一座の大幹部として実演生活に入る。後に独立して片岡左衛門劇団を組織し、1945年（昭和20年）8月の終戦まで主に九州地方を中心に巡業した。この間、1943年（昭和18年）に女優の住乃江田鶴子（本名柿畑田鶴子、1908年 - 没年不詳）と結婚、1男1女をもうけたが、間もなく死別したという。
第二次世界大戦終結後、片岡の地元である大阪府で易者を経営していた。また、1979年（昭和54年）10月23日に発行された『日本映画俳優全集・男優編』（キネマ旬報社）では、存命人物として大阪府羽曳野市蔵之内の連絡先が示されている。1998年（平成10年）11月1日に発行された『芸能人物事典 明治大正昭和』（日外アソシエーツ）など、一部の資料では以後の消息は不明・没年不詳とするが、1995年（平成7年）7月、死去したとされている。満94歳没。

## 出演作品

### 帝国キネマ小阪撮影所
特筆以外、全て製作は「帝国キネマ小阪撮影所」、配給は「帝国キネマ演芸」、全てサイレント映画、全て「片岡仁引」名義である。
- 『時勢は移る』（『時勢は甦る』[5]）：監督中川紫郎、製作帝国キネマ芦屋撮影所、1924年2月7日公開 - 勤王党の武士
- 『恋か仇討か』：監督中川紫郎、1924年2月14日公開 - 仲間治助（主演）
- 『落城の唄』：監督中川紫郎、1924年2月15日公開[5]
- 『お夏清十郎』：監督中川紫郎、1924年2月22日公開
- 『遠山桜 前篇』（『花の遠山桜 前篇』[2]『花の春遠山桜 前篇』[6][7][8]『花春遠山桜 前篇』[4]）：監督中川紫郎、1924年3月6日公開 - 主演
- 『遠山桜 中篇』（『花の遠山桜 中篇』[2]『花の春遠山桜 中篇』[6][7][8]『花春遠山桜 中篇』[4]）：監督中川紫郎、1924年3月15日公開 - 主演
- 『遠山桜 後篇』（『花の遠山桜 後篇』[2]『花の春遠山桜 後篇』[6][7][8]『花春遠山桜 後篇』[4]）：監督中川紫郎、1924年4月11日公開 - 主演
- 『春風怨』（『春風怨 桜と武士』[2]）：監督中川紫郎、1924年5月8日公開
- 『戦国の女』：監督長尾史録、1924年5月15日公開 - 主演
- 『珍品献上』：監督長尾史録、1924年5月22日公開 - 主演
- 『深山の父娘』：監督広瀬五郎、1924年6月26日公開
- 『拝金武士』：監督広瀬五郎、1924年8月7日公開
- 『猛闘の伝六』：監督長尾史録、1924年8月20日公開
- 『猛闘の彼方』：監督長尾史録、1924年8月21日公開
- 『孤島の曲』：監督森本登良男、1924年8月28日公開
- 『人魚の精』：監督中川紫郎、1924年8月28日公開 - その子和助
- 『清水次郎長 第一篇』：監督広瀬五郎、1924年9月4日公開 - 森の石松[2]
- 『清水次郎長 第二篇』：監督長尾史録、1924年9月13日公開 - 森の石松[2]
- 『東海道膝栗毛 第一篇』（『弥次喜多 第一篇』[6][7][8]）：監督長尾史録、1924年9月20日公開 - 喜多八
- 『白藤権八郎 第一篇』：監督森本登良男、1924年10月4日公開
- 『白藤権八郎 第二篇』：監督長尾史録、1924年10月11日公開
- 『蝙蝠安』（『死美人』）：監督広瀬五郎、1924年11月13日公開
- 『東海道膝栗毛 第二篇』（『弥次喜多 第二篇』[6][7][8]）：監督広瀬五郎、1924年11月27日公開 - 喜多八
- 『東海道膝栗毛 第三篇 地獄篇』（『弥次喜多 第三篇 地獄篇』[6][7][8]）：監督長尾史録、1924年12月4日公開 - 喜多八
- 『女人地獄』：監督長尾史録、1924年12月25日公開 - 花田左門（天草門下）
- 『夜明けまで』：監督広瀬五郎、1924年12月公開
- 『荒木又右衛門 前篇』：監督森本登良男、1925年1月14日公開
- 『荒木又右衛門 中篇』：監督森本登良男、1925年1月21日公開
- 『荒木又右衛門 後篇』：監督森本登良男、1925年1月28日公開
- 『水崎藤九郎』：監督長尾史録、1925年2月3日公開
- 『白刃閃く』：監督広瀬五郎、1925年2月20日公開
- 『千代田刃傷』：監督古海卓二、1925年3月12日公開

### マキノ・プロダクション御室撮影所
全て製作は「マキノ・プロダクション御室撮影所」、配給は「マキノ・プロダクション」、全てサイレント映画、全て「片岡仁引」名義である。
- 『白虎隊』：総監督牧野省三、監督勝見正義、1925年8月28日公開 - 横川重助
- 『討幕の叫び』：総監督牧野省三、監督沼田紅緑、1925年9月11日（同年7月8日の説あり）公開 - 薩摩の志士室安浅太郎（主演）
- 『鎌腹』：総監督牧野省三、監督橋本佐一呂、1925年10月9日公開 - 弥作ノ弟菅野和助
- 『寺小屋騒動』：監督曾根純三、1925年11月13日公開 - 師匠男女沢平馬

### 旭キネマ製作所
全て製作・配給は「旭キネマ製作所」、全てサイレント映画である。
- 『楠正儀』：監督不明、1925年11月15日公開 - 主演
- 『筑紫の太刀風』（『筑紫の太刀風 石童丸』『筑紫の大刀風』[6][7][8]）：監督不明、1925年12月22日公開 - 主演

### 松竹下加茂撮影所
製作は「松竹下加茂撮影所」、配給は「松竹」、サイレント映画、「片岡仁引」名義である。
- 『大楠公』：監督野村芳亭、1926年3月28日公開 - 坂持十郎

### 東亜キネマ等持院撮影所
全て製作は「東亜キネマ等持院撮影所」、配給は「東亜キネマ」、全てサイレント映画、以降全て「片岡左衛門」名義である。
- 『逆風』：監督仁科熊彦、1926年9月26日公開
- 『羽柴筑後守』：監督広瀬五郎、1926年10月8日公開
- 『悪鬼』：監督石田民三、1926年12月16日公開
- 『剣難女難 前篇』：監督石田民三、1927年7月1日公開 - 春日重蔵
- 『剣難女難 後篇』：監督石田民三、1927年7月15日公開 - 春日重蔵
- 『怪魔鬼行』：監督仁科熊彦、1927年月日不明公開 - 手先千太郎

### 東亜キネマ京都撮影所
特筆以外、全て製作は「東亜キネマ京都撮影所」、配給は「東亜キネマ」、全てサイレント映画である。
- 『王政復古 前篇』：監督長尾史録、1927年10月14日公開 - 坂本龍馬[1]
- 『猿の伝次』：監督竹内俊一、1927年11月17日公開
- 『義人殺刃』：監督村越章二郎、1927年12月8日公開
- 『王政復古 後篇』：監督長尾史録、1927年月日不明公開 - 坂本龍馬[1]
- 『牛若三次』：監督村越章二郎、1928年1月20日公開
- 『赤木屋騒動顛末』：監督石田民三、1928年2月29日公開
- 『赤城屋騒動』：監督石田民三、製作東亜キネマ甲陽撮影所、1928年3月15日公開
- 『阪東侠客陣 第一篇』：監督仁科熊彦、1928年4月1日公開 - 平手造酒
- 『新版大岡政談 前篇 鈴川源十郎の巻』：監督広瀬五郎、1928年5月6日公開 - 大岡越前守
- 『新版大岡政談 中篇』：監督広瀬五郎、1928年5月31日公開 - 大岡越前守
- 『阪東侠客陣 中篇』：監督仁科熊彦、1928年6月14日公開 - 平手造酒
- 『雁帰来』：監督石田民三、1928年6月21日公開
- 『新版大岡政談 後篇』：監督広瀬五郎、1928年7月14日公開 - 大岡越前守
- 『新版牡丹燈籠』：監督石田民三、1928年8月15日公開 - 黒田孝助
- 『阪東侠客陣 最終篇』：監督仁科熊彦、1928年9月15日公開 - 平手造酒
- 『幡随院長兵衛 智の巻』（『侠骨幡随院長兵衛 智の巻』）：監督後藤岱山、1929年3月1日公開[7][8]
- 『新説荒木又右衛門 前後篇』：広瀬五郎、1929年3月28日公開[7][8]
- 『からくり蝶 前篇』：監督後藤岱山、1929年6月5日公開 - 小堀仙八郎
- 『村上喜剣』：監督山口好幸、1929年6月12日公開[7][8]
- 『からくり蝶 後篇』：監督後藤岱山、1929年7月10日公開 - 小堀仙八郎
- 『夕凪城の怪火』：監督広瀬五郎、1929年8月29日公開 - 家老格民部
- 『由利根元大殺記 前篇』：監督山口哲平、1929年9月20日公開 - 駿河大納言忠長
- 『仇討浄瑠璃坂 前篇』：監督後藤岱山、1929年10月15日公開 - 家老奥平隼人
- 『仇討浄瑠璃坂 後篇』：監督石田民三、1929年11月1日公開 - 家老奥平隼人
- 『貝殻一平 前篇』：監督後藤岱山、1929年12月14日公開 - 浪人青江佐次馬
- 『貝殻一平 後篇』：監督後藤岱山、1930年1月7日公開 - 青江佐次馬
- 『女来也 前篇』：監督石田民三、1930年1月15日公開 - 浪人天野将曹（お滝の情夫）
- 『天人お駒』：監督広瀬五郎、1930年1月20日公開 - 悪党鳥羽玉新之助
- 『幕末浪人組』：監督広瀬五郎、1930年1月31日公開 - 坂本龍馬[1]
- 『刃影走馬燈 前篇』：監督新居重明、1930年2月21日公開 - 会津中将
- 『女来也 後篇』：監督石田民三、1930年2月28日公開 - 浪人天野将曹（光達）
- 『天狗騒動記』：総監督枝正義郎、監督仁科熊彦・後藤岱山・広瀬五郎・石田民三・山口好幸・橋本松男、1930年3月30日公開 - 天狗党総裁藤田小四郎
- 『竜虎八天狗 水虎の巻』：監督後藤岱山、1930年4月18日公開 - 真田幸村
- 『刃影走馬燈 後篇』：監督広瀬五郎、1930年4月26日公開 - 会津中将
- 『名槍血陣譜』：監督石田民三、1930年5月21日公開
- 『右門捕物帖 六番手柄』：監督仁科熊彦、1930年5月29日公開 - 松平伊豆守
- 『竜虎八天狗 火竜の巻』：監督橋本隆文、1930年6月12日公開 - 真田幸村
- 『清川八郎』：監督石田民三、1930年6月20日公開 - 与力木橋三八郎
- 『関東男くらべ』：監督山口哲平、1930年9月17日公開 - 秋山要助[1]
- 『右門捕物帖 十番手柄』：監督仁科熊彦、1930年11月29日公開 - 松平伊豆守
- 『黒竜白虎の三勇士』：監督堀江大生、1931年1月5日公開 - 福島弾正
- 『南国太平記 第一・第二篇』：監督山口哲平、1931年1月10日公開 - 牧仲太郎
- 『南国太平記 双竜篇』：監督山口哲平、1931年1月15日公開 - 牧仲太郎
- 『踊り子行状記』：監督後藤岱山、1931年2月11日公開 - 水城頼母（御書院番）
- 『侠艶一代男』：監督堀江大生、1931年2月21日公開 - 大塚源十郎
- 『乱刃花吹雪』：監督後藤岱山、1931年3月14日公開 - 酒井雅楽頭
- 『剣法吉岡染』：監督山口好幸、1931年3月21日公開 - 赤松播磨守
- 『天下の副将軍 前篇』：監督後藤岱山、1931年4月1日公開
- 『戦法騎兵隊』（『戦法奇兵隊』）：監督山口哲平、1931年4月8日公開 - 桂小五郎[1]
- 『風流殺法陣』：監督堀江大生、1931年4月29日公開 - 青地主計
- 『南国太平記 爆発篇』：監督山口哲平、1931年7月1日公開 - 牧仲太郎
- 『御場段切れ異変』：監督後藤岱山、1931年8月13日公開 - 櫛淵近江（近習頭）
- 『軽輩血笑記』：監督後藤岱山、1931年10月1日公開 - 親分駕丑
- 『愛憎秘刃録 鮫鍔篇』：監督堀江大生、1931年10月8日公開 - 佐々木只三郎
- 『吸血十剣士』：監督重政順、製作東亜キネマ等持院撮影所、1931年10月25日公開

### 東活映画社
全て製作・配給は「東活映画社」、全てサイレント映画である。
- 『閃影双刃録』：監督金田繁、1931年12月5日公開
- 『攻防楼閣の巨人』：監督枝正義郎・宇沢義之、1932年4月15日公開
- 『夜明けの女 前篇』：監督志波西果、1932年6月12日公開 - 鳥居甲斐守（奉行）
- 『妙法院勘八 前篇』：監督後藤岱山、1932年7月15日公開 - 神祇組左源太
- 『妙法院勘八 後篇』：監督後藤岱山、1932年7月25日公開 - 神祇組左源太
- 『三千世界膝栗毛 へそ取り天上の巻』：監督後藤岱山、1932年8月14日公開 - 家老
- 『夜明けの女 後篇』：監督志波西果、1932年9月8日公開 - 鳥居甲斐守（奉行）
- 『小松竜三 後篇』：監督金田繁・玉井正夫、1932年9月15日公開 - 桂小五郎[1]

### 宝塚キネマ興行
全て製作・配給は「宝塚キネマ興行」、全てサイレント映画である。
- 『きさらぎ九平 念流無敵篇』：監督後藤岱山、1932年12月31日公開 - 井上五左衛門
- 『鞍馬獅子』：監督大伴麟三、1933年1月10日公開 - 芹沢鴨[1]
- 『紅騎二番隊』（『紅旗一番隊』[1]）：監督仁科熊彦、1933年2月1日公開 - 佐々木只三郎
- 『江戸姿紫頭巾』：監督後藤岱山、1933年3月8日公開
- 『神変稲妻峠』：監督大伴麟三、1933年5月13日公開[8]
- 『護寺院ケ原の火華』：監督後藤岱山、1933年5月26日公開[8]
- 『鳴子八天狗 前篇』：監督後藤岱山、1933年6月1日公開[8]
- 『鳴子八天狗 飛竜篇』：監督後藤岱山、1933年7月1日公開[8]
- 『巷説どくろ頭巾』：監督仁科熊彦・大伴麟三、1933年8月1日公開[8]
- 『鳴子八天狗 京洛篇』：監督堀江大生、1933年8月12日公開[8]
- 『風流やくざ節 前篇』（『風流やくざ踊り 前篇』）：監督仁科熊彦・大伴麟三、1933年8月19日公開[8]
- 『快傑荒法師 前篇』（『怪傑荒法師』[8]）：監督城戸品郎、1933年9月15日公開 - 片桐左膳
- 『神風八幡隊 前篇』（『神州八幡隊 前篇』）：監督堀江大生、1933年9月15日公開[8]
- 『風流やくざ節 後篇』（『風流やくざ踊り 後篇』）：監督仁科熊彦・大伴麟三、1933年9月22日公開[8]
- 『神風八幡隊 後篇』（『神州八幡隊 後篇』）：監督堀江大生、1933年10月15日公開[8]
- 『鳴子八天狗 完結篇』：監督堀江大生、1933年11月15日公開[8]

### エトナ映画社
製作・配給は「エトナ映画社」、サイレント映画である。
- 『黄金菩薩剣』：監督稲葉蛟児、1935年2月14日公開

### 極東映画社
特筆以外、全て製作・配給は「極東映画社」、特筆以外は全てサイレント映画である。
- 『益満休之助 比叡の巻』：監督仁科熊彦、1935年3月20日公開 - 牧仲太郎
- 『益満休之助 江戸の巻』：監督下村健二、1935年4月10日公開 - 牧仲太郎
- 『荒木又右衛門』：監督仁科熊彦、製作極東映画甲陽撮影所、1935年5月30日公開
- 『魔刀紅蜥蜴 前後篇』：監督仁科熊彦、製作極東映画甲陽撮影所、1935年7月4日公開
- 『月形半平太』：監督仁科熊彦、1935年7月12日公開 - 一文字国重
- 『綴正流 仁念寺奇談』：監督仁科熊彦、製作モリモト映画社、1935年8月7日公開
- 『暁の槍騎兵』：監督下村健二、1935年9月19日公開
- 『伊達誠忠録』：監督仁科熊彦、1935年10月15日公開 - 酒井雅楽頭 ※サウンド版
- 『忍術真田十勇士』：監督仁科熊彦・山口哲平、1935年11月15日公開
- 『銭五曼蛇羅』：監督後藤昌信（後藤岱山）、1936年5月14日公開 - 斉藤弥九郎
- 『怪談小夜衣草紙』：監督米沢正夫、1936年7月8日公開 - 菅原義十郎
- 『神変九紋竜』：監督後藤昌治（後藤岱山）、1936年7月15日公開 - 水戸黄門（主演）
- 『荒海の虹 前篇』：監督後藤昌信、1936年8月14日公開 - 大目付松村新八郎
- 『荒海の虹 後篇』：監督後藤昌信、1936年8月22日公開 - 大目付松村新八郎
- 『妖星北辰流』：監督稲葉蛟児、1936年8月29日公開 - 笹川の繁蔵
- 『妖術白縫蜘蛛』：監督米沢正夫、製作極東映画古市撮影所、1936年11月20日公開 - 吉弘左馬之介
- 『忍術真田大助』：監督稲葉蛟児、1936年月日不明公開
- 『旗本伝法侍』：監督西藤八耕、1937年3月27日公開
- 『剣豪 秋月隼人』：監督西藤八耕、1937年月日不明公開

### 極東キネマ
全て製作・配給は「極東キネマ」、特筆以外は全てサイレント映画である。
- 『忍術大阪冬の陣』：監督小倉八郎、1937年4月29日公開
- 『怪談累ケ渕』：監督小倉八郎、1937年7月1日公開 - 鳶頭染五郎
- 『疾風百面鬼』：監督西藤八耕、1937年7月8日公開
- 『奥州安達ケ原 前篇』：監督米沢正夫、1937年10月29日公開 - 奥平兵庫
- 『奥州安達ケ原 後篇』：監督米沢正夫、1937年11月5日公開 - 奥平兵庫
- 『妖霊お万狐』：監督大江秀夫、1937年11月20日公開 - 小笠原主水
- 『忍術虎若丸』：監督米沢正夫、1938年10月13日公開 ※解説版
- 『透明騎手 前篇』：監督末崎精二、1938年10月27日公開 - 執権志月監物 ※解説版
- 『透明騎手 後篇』：監督末崎精二、1938年11月10日公開 - 執権志月監物 ※解説版
- 『まぼろし狼』：監督米沢正夫、1938年12月1日公開 ※解説版
- 『豪快荒法師』：監督山口哲平、1939年1月5日公開 - 近藤勇 ※解説版
- 『神速一番隊』：監督末崎精二、1939年1月10日公開 - 菅六左衛門 ※解説版
- 『鉄の爪 前篇』：監督米沢正夫、1939年1月15日公開 - 湖東滴心斎 ※解説版
- 『幻城の化け猫』：監督末崎精二、1939年5月4日公開 - 内藤伝鬼 ※解説版
- 『河童大合戦 前後篇』：監督米沢正夫、1939年7月13日公開 - 中納言河童 ※解説版
- 『八面大王』：監督末崎精二、1939年7月27日公開 - 黒部監物 ※解説版
- 『怪奇笑ふ猫』：監督高田博文、1940年1月23日公開 - 大迫弥十郎 ※解説版
- 『竜虎』：監督高田博文、1940年7月25日公開 ※解説版